# Rabii Zammouri
 (décembre 2024).
L'article doit être relu — et modifié si nécessaire — par des contributeurs indépendants pour apporter un regard critique aux contributions effectuées en violation des conditions d'utilisation de Wikipédia, tant sur la forme (notamment concernant le style encyclopédique, la proportionnalité) que sur le fond (la neutralité de point de vue, la qualité et l'indépendance des sources).
(Politique pour les contributions rémunérées | Comprendre le dépubage | En discuter)
 (octobre 2024).
Rabii Zammouri (arabe : ربيع الزموري), né le 10 mars 1976 à Médenine, est un auteur-compositeur tunisien.

## Biographie
Diplômé de l'Institut supérieur de musique de Tunis, il s'investit dans la création de musique de films dès 1995.

## Musicologie

### Longs métrages
- 2002 :
  - Poupées d'argile de Nouri Bouzid
  - Divorce caprice de Moncef Dhouib
- 2005 :
  - Le Prince de Mohamed Zran
- 2006 :
  - Fleur d'oubli de Salma Baccar
  - Bin El Widyene de Khaled Barsaoui
  - La télé arrive de Moncef Dhouib
- 2008 : L'Accident de Rachid Ferchiou
- 2009 : 
  - Un été à Sidi Bouzekri d'Anis Lassoued
  - Le Mur des lamentations d'Elyes Baccar
  - Tiraillement de Najwa Limam Slama
- 2013 : Les Épines du jasmin de Rachid Ferchiou
- 2014 : Amère patience (Suçon) de Nasreddine Shili
- 2017 : 
  - El Jaida de Salma Baccar
  - Tafash et les Quarante Voleurs de Yousif Al Kooheji[3]
- 2020 : Al-Barony d'Osama Rezg
- 2022 : The Sons of the Lord d'Imen Ben Hassine
- 2024 :
  - Asfour Jenna de Mourad Ben Cheikh
  - La Maison dorée de Salma Baccar

### Courts métrages
- 2003 : Le Pâtre des étoiles de Mourad Ben Cheikh
- 2004 : Le Dernier aveu de Tarak Chortani
- 2005 :
  - Lit de Hamadi Arafa
  - Borderline ou Wara Al Blayek de Sonia Chamkhi
- 2006 :
  - Croix X de Madih Belaïd
  - Al Kouttab de Med Ikbel Chakchem
- 2007 :
  - La Citerne de Lassaad Oueslati
  - Le Réveillon de Chiraz Bouzidi
- 2008 :
  - Mekki Rama de Habib Mestiri
  - Boutelisse de Nasreddine Shili
  - Les Oiseaux de la médina de Med Ikbel Chakchem
  - Cascades à la tunisienne de Moez Hadj Sassi
  - Une Saison entre enfer et paradis de Mourad Ben Cheikh
- 2009 :
  - Le Retour du marin de Habib Mestiri
  - Aziz de Jalel Ben Saad
- 2010 : Tabou de Meriem Riveill
- 2017 : Les Secrets du vent d'Imen Nasiri
- 2020 : Toujane de Kamo Hmaied
- 2023 : Épave de Wassim Korbi
- 2024 : Stigma de Dali Mansour

### Documentaires
- 2002 : Tunisia: A Mosaic de Judith Fein et Paul Ross (en)
- 2004 : Le Train de Salma Baccar
- 2012 : Il nous faut une révolution de Kamo Hmaied
- 2013 : War Reporter de Mohamed Amine Boukhris
- 2016 : Les Derniers nomades de Hamdi Ben Ahmed

### Feuilletons
- 2002 : Farhat Lamor de Salma Baccar
- 2003 : Chez Azaïez de Slaheddine Essid
- 2004 : Loutil de Slaheddine Essid[4]
- 2005 : Chaâbane fi Romdhane de Salma Baccar
- 2007 : Kamanjet Sallema de Hamadi Arafa
- 2008 : Sayd Errim d'Ali Mansour
- 2009 : Achek Assarab de Habib Mselmani
- 2010 :
  - Min Ayem Maliha d'Abdelkader Jerbi
  - Dar Lekhlaa d'Ahmed Rjeb et Nabil Bessaïda
- 2011 :
  - Pour les beaux yeux de Catherine de Hamadi Arafa
  - Ostadha Malek de Fredj Slama
- 2013 : 
  - Yawmiyat Imraa de Khalida Chibeni[5]
  - Phobia d'Osama Rezg
- 2014 :
  - Naouret El Hawa de Madih Belaïd
  - Dragunov d'Osama Rezg
- 2018 : Rubik d'Osama Rezg
- 2019 : 
  - Zanghat Arreeh 1 d'Osama Rezg
  - Non. Oui de Mahmoud Jemni
- 2020 : 
  - The Two Leaders d'Osama Rezg
  - Hikayet Ibn Haddad 1 de Yousif Al Kooheji[6]
- 2021 : Zanghat Arreeh 2 d'Osama Rezg
- 2022 : 
  - Al-Saraya 1 d'Osama Rezg
  - Hikayet Ibn Haddad 2 de Yousif Al Kooheji
- 2023 : 
  - Sabbak El Khir de Kaïs Chekir
  - Al-Saraya 2 d'Osama Rezg
- 2025 : Oued El Bey de Raouia Marmouch[7]

### Habillage sonore et musical
- 2008 : Tunisie 21
- 2012 :
  - Télévision tunisienne 1 et Télévision tunisienne 2
  - Ribat FM

### Théâtre
- 2006 : Otages, texte de Leila Toubel et mise en scène d’Ezzedine Gannoun
- 2007 : Othello, adapté par Mohamed Driss
- 2015 : Corne de gazelle, adapté par Ali Yahyaoui[8]

### Productions
- 2011 : Hymne à la révolution, poésie d'Ali Louati
- 2016 : Hymne aux héros de la Tunisie, poésie d'Ali Louati, interprété par Lotfi Bouchnak, Nour Kamar et Asma Ben Ahmed
- 2018 : The Guardians of Al Quds, poésie d'Ali Louati, interprété par Nour Kamar
- 2021 : Samai Soltani Yakah, musique de Zammouri

## Spectacles
- 2023 : Nostalgia présenté aux Journées musicales de Carthage[9] et au Festival international de Carthage[10]